# Лобачево (Невельський район)
Лобачево (рос. Лобачево) — присілок в Невельському районі Псковської області Російської Федерації.
Населення становить 21 особу. Входить до складу муніципального утворення Івановська волость.

## Історія
Від 2015 року входить до складу муніципального утворення Івановська волость.

## Населення
| 2001 | 2002 | 2010 |
| ---- | ---- | ---- |
| 19   | ↗27  | ↘21  |